# Laurent Fassotte
Laurent Fasotte (Verviers, 31 december 1977) is een Belgisch voormalig  voetballer die als centrale verdediger speelde. 

## Clubcarrière

### Carrière in ere-afdeling
Hij genoot zijn opleiding bij Standard Luik. Daar stootte hij door naar de A-kern, maar het was pas bij RWDM, waar hij na een seizoen bij CS Visé in 2001 terecht kwam, dat hij een echte basisplaats veroverde. Fassotte groeide bij RWDM na verloop van tijd ook uit tot aanvoerder van het elftal. Sinds het seizoen ’02-’03 kwam hij met wisselend succes uit voor Lierse. Onder trainer Ferreira kende hij zijn beste periode en stond hij afwisselend in de basis met Stef Wils en/of Jonas De Roeck. De laatste vertrok naar Germinal-Beerschot. Dit opende perspectieven voor de inmiddels 27-jarige Fassotte.

### Zaak-Ye
In het seizoen 2005-2006 werd Fassotte om "dringende redenen" ontslagen bij Lierse, samen met reservedoelman Cliff Mardulier en hulptrainer Patrick Deman. De drie werden door het gerecht ondervraagd in het kader van een onderzoek naar gokfraude in het Belgisch voetbal. Volgens verschillende kranten bekenden de twee spelers dat ze geld hadden ontvangen van de Chinees Zheyun Ye om wedstrijduitslagen te vervalsen. Hulptrainer Deman zou op de hoogte zijn geweest. Later sprak Fassotte de bewering tegen dat hij bekend zou hebben.

### Latere carrière
Na het ontslag ging Fassotte spelen bij Sprimont Comblain Sport, een Belgische derdeklasser. In het seizoen 2007-2008 kreeg hij een transfer naar KVK Tienen dat een afdeling hoger speelt. In 2008 ging hij in Cyprus spelen bij AEL Limassol, maar verkaste in 2009 naar reeksgenoot Enosis Neon Paralimni, de ploeg waar Čedomir Janevski trainer was op dat moment. Tussen 2011 en 2013 speelde hij voor Ermis Aradippou en hij besloot zijn loopbaan in 2014 bij AO Agia Napa.